# Chidi Imoh
Chidi Imoh (27 agosto 1963) è un ex velocista nigeriano.

## Palmarès
| Anno | Manifestazione      | Sede       | Evento      | Risultato | Prestazione | Note |
| ---- | ------------------- | ---------- | ----------- | --------- | ----------- | ---- |
| 1983 | Universiadi         | Edmonton   | 100 m piani | Oro       | 10"33       |      |
| 1984 | Campionati Africani | Marocco    | 100 m piani | Oro       | 10"40       |      |
| 1985 | Campionati Africani | Il Cairo   | 100 m piani | Oro       | 10"22       |      |
| 1985 | Universiadi         | Kōbe       | 100 m piani | Oro       | 10"22       |      |
| 1986 | Goodwill Games      | Mosca      | 100 m piani | Argento   |             |      |
| 1987 | Giochi panafricani  | Nairobi    | 100 m piani | Oro       |             |      |
| 1991 | Mondiali indoor     | Siviglia   | 60 m piani  | Bronzo    | 6"60        |      |
| 1992 | Giochi olimpici     | Barcellona | 4×100 m     | Argento   | 37"98       |      |